# Appunti partigiani 1944-1945
Appunti partigiani 1944-1945 è un romanzo incompiuto di Beppe Fenoglio pubblicato postumo nel 1994.

## Storia
Il manoscritto autografo, scritto a penna, fu scoperto a trent'anni dalla morte di Fenoglio. Esso consiste in quattro blocchetti di carta intestata sui registri di conto della macelleria del padre (Macelleria Fenoglio Amilcare) con la suddivisione prestampata per i conti del negozio (data, carne, chilo, etti, prezzo). Il titolo è autografo: l'indicazione "1944-1945" non indica probabilmente il periodo della stesura degli appunti, ma quello in cui erano avvenuti gli episodi narrati. In realtà la narrazione si interrompe il 23 dicembre 1944.
Fenoglio stesso aveva scritto sulla prima pagina una dedica "A tutti i partigiani d'Italia, morti e vivi".
Secondo il curatore, l'abbozzo sarebbe tra i primissimi testi composti da Fenoglio, a ridosso della fine della guerra partigiana, intorno al 1946. Lo stile è più immediato, e a tratti più ingenuo, di quello tipico dell'autore; mancano del tutto gli anglismi che sono quasi un marchio di fabbrica di altri suoi appunti.
Venne pubblicato a cura di Lorenzo Mondo. Il testo ha un carattere manifestamente autobiografico (il protagonista si chiama "Beppe") e contiene riferimenti a episodi e personaggi ricorrenti in altre opere narrative di Fenoglio (Il partigiano Johnny, I ventitré giorni della città di Alba, Una questione privata).

## Trama
Gli appunti narrano la vita quotidiana del partigiano badogliano Beppe, giovane studente universitario già arruolato nell'esercito, durante l'autunno-inverno 1944 trascorso nelle Langhe. L'esperienza effimera della Repubblica di Alba è già terminata: i partigiani, che si stanno preparando a un duro inverno, subiscono due pesanti operazioni di rastrellamento da parte di tedeschi e repubblichini, al termine delle quali questi ultimi sembrano ormai avere il controllo del territorio.
Nello stesso periodo, Beppe (che non ha un nome di battaglia, siccome tutti lo conoscono) assiste all'esecuzione di spie e ladri da parte dei partigiani; conosce una ragazza (Anna Maria) che lo distoglie in parte dall'amore per una "bellissima" che non gli dà speranze; ha un rapporto assai più prosastico con una staffetta (Claudia).
In un giorno di dicembre particolarmente nebbioso, Beppe e l'amico Piccàrd (chiamato così per il casco di aviatore) sfuggono quasi per caso a un rastrellamento in cui viene fatto prigioniero il fratello di Piccàrd, Cervellino (chiamato anche Ettore, come il personaggio del Partigiano Johnny). Piccàrd decide di scendere ad Alba a consegnarsi, nella speranza di alleviare la sorte del fratello. La narrazione si interrompe mentre Beppe sta cercando il suo comandante, Cosmo, a Neive.

## Edizioni
- Appunti partigiani 1944-1945, Introduzione e cura di Lorenzo Mondo, Collana I coralli, Torino, Giulio Einaudi Editore, 1994,  p. 95, ISBN 88-06-13567-8.
- Appunti '44-'45, Collana Einaudi Tascabili n.1270, Torino, Einaudi, 2004, ISBN 978-88-061-7122-3; Collana ET Scrittori, Einaudi, 2006, ISBN 978-88-061-9021-7.